# Fanano
Fanano is een gemeente in de Italiaanse provincie Modena (regio Emilia-Romagna) en telt 2946 inwoners (1 januari 2018). De oppervlakte bedraagt 89,8 km², de bevolkingsdichtheid is 33 inwoners per km².
De volgende frazioni maken deel uit van de gemeente: Fellicarolo, Canevare.

## Demografie
Fanano telt ongeveer 1437 huishoudens. Het aantal inwoners daalde in de periode 1991-2001 met 0,8% volgens cijfers uit de tienjaarlijkse volkstellingen van ISTAT.
| Jaar | Inwoneraantal |
| ---- | ------------- |
| 1991 | 2932          |
| 2001 | 2910          |

## Geografie
De gemeente ligt op ongeveer 640 m boven zeeniveau.
Fanano grenst aan de volgende gemeenten: Cutigliano (PT), Fiumalbo, Lizzano in Belvedere (BO), Montese, San Marcello Pistoiese (PT), Sestola.